# 영호징
영호징(令狐澄, 생몰년 미상)은 중국 당나라의 문인이다. 
영호도(令狐綯)의 아들로 태어났다. 건부 연간에 중서사인(中書舍人) 직에 있었고, 《정릉유사(貞陵遺事)》 2권을 남겼다. 또한 《삼국사기》의 기록에 따르면 《신라국기》를 집필했다고 전한다. 하지만 이는 영호징이 《정릉유사》에 고음(顧愔)이 쓴 《신라국기》를 인용한 것을 《삼국사기》 편찬 측이 재인용하면서 《신라국기》의 저자를 영호징으로 잘못 파악한 것이다.

## 같이 보기
- 신라국기